# Miguel Garrido Pérez

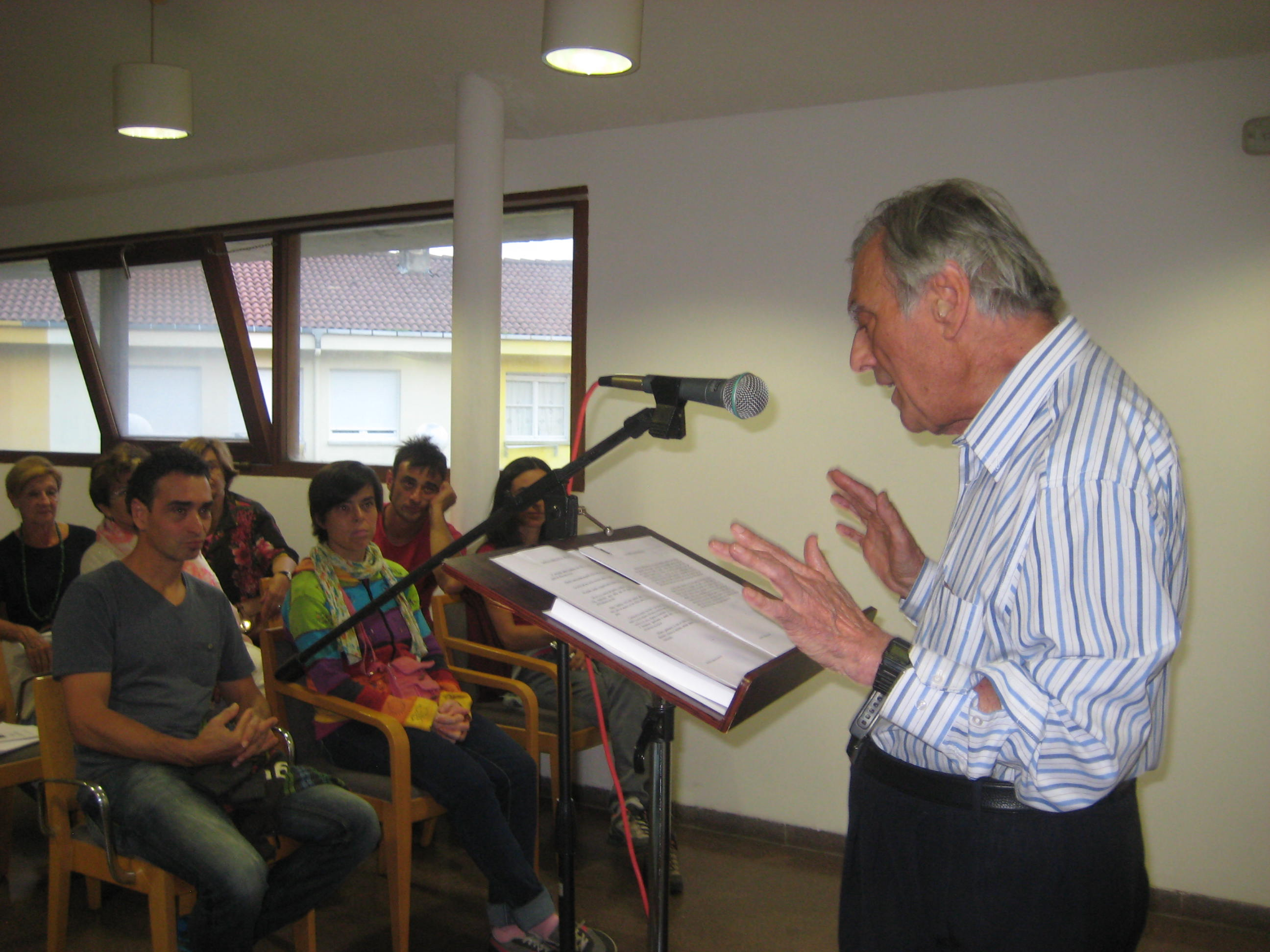
Miguel Garrido Pérez.

Miguel Garrido Pérez (Madrid, 1929) es un profesor Mercantil por la Escuela Profesional de Comercio de Valladolid. Economista titulado en Alta Dierección por el Instituto de Empresa y por la London Business School y escritor.
Miguel Garrido Pérez nace en Madrid en 1929. Hijo de un empleado de ferrocarril Melquiades Garrido y de una profesora de música, María del Sagrario Pérez. La guerra civil a pesar de sus casi  6 años marca su infancia con recuerdos trágicos vividos en su entorno familiar y social. Al inicio de la postguerra su padre es trasladado por  motivos laborales a Valladolid donde se instala la familia. En la ciudad de Pucela toma contacto con los libros y con la literatura. Se inicia escribiendo poemas, relatos  y guiones radiofónicos. 
Se integra en diferentes asociaciones literarias como la Asociación de Autores Noveles de Madrid y la Asociación literaria vallisoletana Hernando de Acuña. Ya en la universidad participa activamente en recitales de poesía públicos y en tertulias y debates literarios radiofónicos. Después de finalizar su formación universitaria comienza  una larga trayectoria profesional en la gran empresa. Contrae matrimonio con Ofelia Hernández originaria de la localidad asturiana de Piñeres de Pría en el concejo de Llanes donde pasan desde hace muchos años sus vacaciones estivales. Con la prejubilación a los 58 años retoma su vocación y actividad literaria. Escribe en prosa y en verso, domina todos los géneros literarios aunque se siente más cómodo en el mundo de la poesía y del relato. Su obra se caracteriza por el humor inteligente y la ironía. Obtuvo varios premios literarios entre los que destacan Premio literario de Relatos del  Círculo de Lectores en 1990  y el IX Premio Internacional de Relato Hiperbreve Círculo Faroni  en el 2001. Ha sido cofundador y es miembro  de la prestigiosa Asociación de Poesía Prometeo , primera asociación internacional de poetas en lengua castellana.